# Slavko Avsenik
Slavko Avsenik [ˈslɑʊ̯ko ˈɑʊ̯sɘnɪk] (* 26. November 1929 in Begunje, Königreich Jugoslawien; † 2. Juli 2015 in Begunje, Slowenien) war ein jugoslawischer bzw. slowenischer Komponist und Akkordeonist.

## Leben
Slavko Avsenik war zunächst Skispringer und als solcher Mitglied der damaligen Nationalmannschaft Jugoslawiens. Das Spielen auf dem Pianoakkordeon und der Steirischen Harmonika brachte er sich während seiner Militärzeit selbst bei. 1953 begann er im Trio Avsenik mit einem Gitarristen (Mitja Butara) und Bassisten (Borut Finzgar).

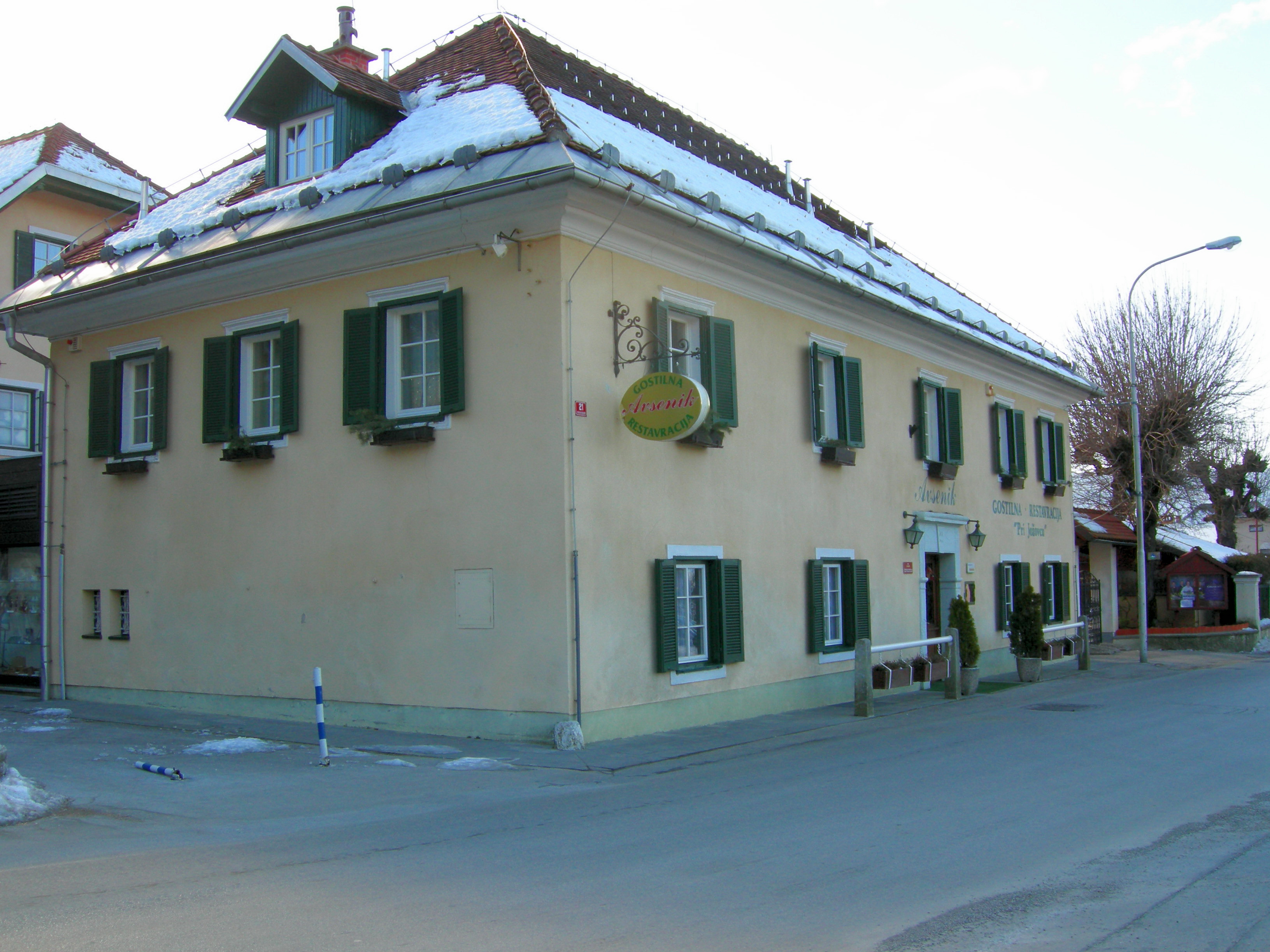
Gasthaus Pri Joževcu in Begunje, in dem wöchentlich Auftritte bekannter Oberkrainergruppen stattfinden

Slavko Avsenik gründete zusammen mit seinem Bruder Vilko Ovsenik die Musikgruppe Gorenjski Kvintet, die als Slavko Avsenik und seine Original Oberkrainer (auch: „Original Oberkrainer Quintett“, „Oberkrainer Musikanten“) international bekannt wurde und mehr als 36 Millionen Tonträger verkaufte. Auch sind sie die Erfinder des „Oberkrainer Sounds“, der auch heute noch von einer Vielzahl von Musikgruppen gespielt wird. Der eingängige Bandname „Oberkrainer“ geht auf den Radiomoderator und Liedtexter Fred Rauch zurück, der die Gruppe 1954 während eines Urlaubs in Kärnten im Radio hörte und anschließend – überzeugt vom besonderen Sound des „Kvintet“ – die Popularität von Avsenik und seinen Musikanten im deutschsprachigen Raum vorantrieb. Rauch setzte sich dafür ein, dass die Gruppe nach Deutschland reisen konnte, vermittelte Plattenverträge und schrieb in der Folge für über 100 Oberkrainer-Hits die deutschen Liedtexte.
In der Regel besteht eine Oberkrainer Besetzung aus Akkordeon, Baritonhorn oder Kontrabass (Bass), Gitarre (Rhythmus), Klarinette, Trompete und natürlich aus ein- oder mehrstimmigem Gesang. Für einige Aufnahmen wurden auch Mundharmonika oder eine zweite oder sogar dritte Klarinette verwendet. Zusätzlich gibt es Alben mit Streichorchester und auch Blasmusik.
Obwohl der Oberkrainerstil Ähnlichkeiten mit der Ländlermusik aufweist, wurde er dieser anfangs nicht zugeordnet. Er entspricht auch nicht der slowenischen Volksmusik. Vorwiegend werden 4/8-Polkas, Walzer sowie Märsche gespielt und natürlich auch Ländler mit typischer 4-Takt-Einleitung, wie z. B. der Bauern-Ländler. Neu am Oberkrainerstil war jedoch auch die moderne Harmonik, die Einflüsse der Jazzharmonik zeigte. In fast jedem der Lieder sind Jazzelemente wie Sextakkorde oder Sekundärdominanten (zumeist von der zweiten Stufe) zu finden. Diese Neuerung, vor allem in der Begleitung, ist wohl dem Gitarristen des Ensembles Leo Ponikvar zuzuschreiben, der vor seiner Zeit bei Avsenik als Jazzmusiker aktiv war und somit über das erforderliche Wissen verfügte.
Der größte Erfolgstitel von Slavko Avsenik ist das Trompetenecho (1954), das in der populären Aufnahme (veröffentlicht 1955) von einem Quartett (ohne Gitarre) eingespielt wurde und das sich zum Evergreen der volkstümlichen Musik entwickelte sowie seither in zahlreichen Versionen (Blasorchester, a cappella etc.) aufgenommen wurde. Das Trompetenecho war auch das Stück, das Fred Rauch seinerzeit in Kärnten im Radio gehört hatte. In den 1970er Jahren war es die Erkennungsmelodie der ZDF-Sendung Lustige Musikanten und der monatlichen Hörfunksendung Wettstreit nach Noten des Deutschlandfunks. Auch für die ORF-Sendung Musikantenstadl wurde das Trompetenecho das Titellied. Weitere Erfolgstitel sind Tante Mizzi, Hinter'm Hühnerstall, Auf der Autobahn, Slowenischer Bauerntanz und Es ist so schön, ein Musikant zu sein sowie Planica, Planica, ein Song, der jedes Jahr wieder zu den Skiflug-Wettbewerben an der Letalnica-Schanze gespielt wird.

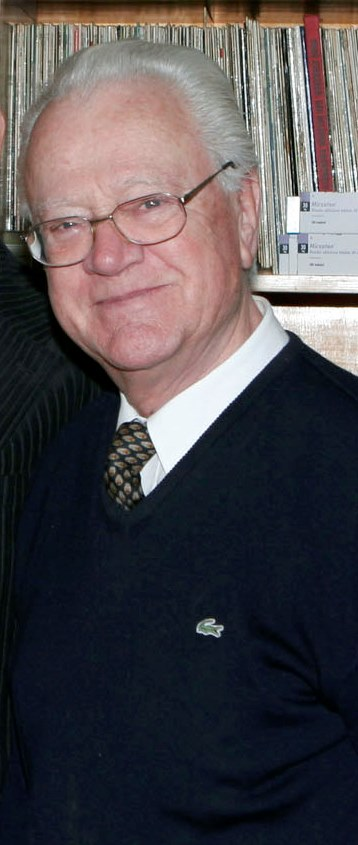
Slavko Avsenik (2008)

1992 übergab Avsenik seine Lieder vor allem an das Ensemble Gašperji (im Oktober 2009 in Kranjci umbenannt), das er unter der Bezeichnung „Die Jungen Original Oberkrainer“ offiziell zum Nachfolge-Ensemble seiner Original Oberkrainer ernannte. Zwei der langjährigen Mitglieder waren damals bereits verstorben: Trompeter Franc Košir (1930–1991) und Gitarrist Leo Ponikvar (1917–1992).
Avseniks Sohn Slavko Avsenik junior zeichnet für die Arrangements vieler Stücke der Band Laibach verantwortlich. Sein Enkel Sašo Avsenik gründete 2009 in Begunje zusammen mit sechs weiteren Musikern eine eigene Gruppe im Stil der Original Oberkrainer und feiert damit ebenfalls Erfolge; unter anderem trat er auch im Musikantenstadl, im Schlager-Spaß mit Andy Borg und weiteren Musiksendungen auf.
Am 2. Juli 2015 starb Slavko Avsenik im Alter von 85 Jahren nach einer kurzen und schweren Krankheit.

## Mitglieder der GruppeSlavko Avsenik und seine Original Oberkrainer
Die Gruppe bestand von 1953 bis Anfang der 1990er Jahre.
Slavko Avsenik (1929–2015)
Slavko Avsenik war Chef und Gründer der Original Oberkrainer sowie mit seinem Bruder Vilko Ovsenik zusammen Komponist beinahe aller mit seinem Ensemble gespielten Melodien (Ausnahme: Volksweisen). Avsenik spielte jahrzehntelang ein Akkordeon der Type Morino VM aus dem Hause Hohner. Ihm zu Ehren produziert Hohner eine Sonderserie der Morino V+ (Slavko Avsenik Retro), die ein geringfügig geändertes Design und ein spezielles Klangbild aufweist.
Franc Košir (1930–1991)
Franc Košir war Trompeter der Gruppe. Als Komiker des Ensembles war er berühmt für Titel wie Franz der Maurerg’sell, Das wär schön, Auf der Idiotenwiese oder die Hungerkur. Ab Mitte der 1980er Jahre wurde Košir als Trompeter durch Jože Balažic ersetzt und war nur noch für humoristische Gesangseinlagen und Scherze zuständig.
Nikolay („Mik“) Soss (1929–2004)
Bassist, spielte zu Beginn (ca. 1954–1969) mit einem bis heute in der Blasmusik üblichen (böhmischen) Bariton, bevor er 1970 auf ein Bellfront (Schalltrichter nach vorne) umstieg. Bei langsameren Stücken oder Walzern wechselte er aus klanglichen Gründen oft auf den Kontrabass.
Leo Ponikvar (1917–1992)
Gitarrist, der zahlreiche Jazzelemente in seine Spielweise einfließen ließ. Er verlieh dem Quintett den nötigen „Drive“, die charakteristische Art des Nachschlags im Gegenspiel zum Bariton.
Albin Rudan (1933–2009)
Klarinettist, bekannt für seinen weichen Vortrag. Berühmte Soli: Der Wind bringt dir mein Lied, Klarinetten-Polka und Hirtenlied.
Franc Koren und Ema Prodnik
Langjähriges Gesangsduo. Koren schied in der ersten Hälfte der 1970er Jahre aus dem Ensemble aus, Prodnik wirkte als Sängerin noch bis Anfang der 1980er Jahre mit.
Alfi Nipič, Jožica Sirca-Svete und Jožica Kališnik
Gesangsterzett ab den 1970er Jahren.
Jože Balažic
Trompeter ab Mitte der 1980er Jahre, Košir blieb Mitglied
Vilko Ovsenik (1928–2017)
Vilko Ovsenik ist Slavko Avseniks Bruder, anfangs auch Klarinettist des Ensembles, dann Arrangeur für Slavkos Kompositionen.

## Ehrungen
- Für seine Verdienste erhielt er am 22. September 1990 die Hermann-Löns-Platinmedaille.
- Slavko Avsenik erhielt mit seiner Formation 31 Goldene Schallplatten, eine Platin-Schallplatte sowie eine Diamantene Schallplatte und verkaufte mehr als 31 Millionen Tonträger.[7]
- Das Guinness-Buch der Rekorde hat 1987 der Gruppe einen Eintrag gewidmet.[8]
- 1979 Aufnahme in das Who’s Who[9]
- 1983 Verleihung des „Silbernen Sterns“ für besondere Verdienste um die damalige Teilrepublik Slowenien[9]
- 1999 Orden der Freiheit der Republik Slowenien in Bronze
- 2010 Verleihung des Goldenen Ehrenzeichens des Landes Steiermark[10]

## Aufnahmen und Plattenfirmen
Von 1968 bis 1987 wurden alle Aufnahmen von Eberhard Sengpiel in Ljubljana für Teldec aufgenommen.
Ab 1986 war die Musikgruppe exklusiv bei Koch Records unter Vertrag. Nach Auflösung der Gruppe erschien anlässlich Slavkos 70. Geburtstag eine CD unter Eastwest Records.

## Alben
- Goldene Klänge aus Oberkrain (Telefunken, 1971) (DE: Gold)[11]
- Goldene Klänge aus Oberkrain II (Telefunken, 1973)
- Jägerlatein in Oberkrain (Telefunken, 1974)
- Jägerlatein in Oberkrain (London International, 1974)
- Es ist so schön ein Musikant zu sein (2xLP, Telefunken, 1974)
- 16 Welterfolge (Telefunken, 1975)
- Mit Musik und guter Laune (2xLP, Telefunken, 1975)
- Seine Musik begeistert Millionen (1975) (DE: Gold)
- Sonntagskonzert (Telefunken, 1975)
- Lustig und fidel (Telefunken, 1978)
- He! Slavko! Spiel uns eins! (Telefunken, 1978)
- Ein Feuerwerk der Musik (Koch Records, 1986)
- Wir bleiben gute Freunde (Koch Records, 1990)
- Es ist so schön ein Musikant zu sein (Virgin, 1990)
- Polkafest in Oberkrain (CD, Koch Records, 1997)
- Am schönsten ist’s zu Haus
- Auf silbernen Spuren (Royal Sound)
- Stelldichein in Oberkrain (Telefunken)
- Daheim in Oberkrain (Telefunken)
- Die 20 Besten (cass)
- Ein Abend mit Slavko Avsenik und seinen Original Oberkrainern (Telefunken)
- Mit Polka und Waltzer durch die Welt (Telefunken)
- Im schönen Oberkrain (Telefunken, Deutscher Schallplattenclub)
- Die Oberkrainer spielen auf (10″, Telefunken)

## Bekannte Titel
- 1954: Trompetenecho (Polka, für Quartett- und Quintett-Besetzung), An der Sava (Walzer), Auf der Almhütte (Polka), Bauernkirmes (Walzer), Enzian-Walzer (Walzer), Fröhlicher Kehraus (Polka), Gartenfest (Polka), In den Bergen (Polka), Lustige Hochzeit (Polka), Slowenischer Bauerntanz (Polka), Unter der Linde (Walzer), Wieder zu Haus (Polka), Winzertanz (Polka) usw.
- 1955: Auf dem Leiterwagen (Polka), Auf sonnigen Wiesen (Walzer), Die lustigen Oberkrainer (Polka), Die verliebte Sennerin (Walzer), Dorfpolka (Polka), Edelweiß-Polka (Polka), Feierabend (Polka), Resi (Walzer), Sirenen-Polka (Polka), Tanz beim Dorfwirt (Polka), Über Berg und Tal (Polka) usw.
- 1956: Erinnerung (Walzer), Auf dem Tanzboden (Walzer), Gruß an Innsbruck (Polka), Gute Laune (Polka), Das schöne Land Krain (Walzer), Wies früher war (Walzer) usw.
- 1957: Sehnsucht nach den Bergen (Walzer), Ohne Sorgen (Polka), Im Wirtshaus an der Drau (Polka), Gruß vom Gipfel (Walzer), Frühling in den Bergen (Polka), Axamer-Polka (Polka), Sitzen wir froh beim Wein (Walzer), Wir sind ja immer lustig (Polka) usw.
- 1958: Feuerwehr-Polka (Polka), Kirmes-Polka (Polka), Klarinetten-Polka (Polka), Räder rollen, Peitschen knallen (Polka), Zwei alte Leute (Walzer), Für dich allein (Walzer) usw.
- 1959: Alpenecho (Walzer), Auf meiner Harmonika (Walzer), Dachstein-Polka (Polka), Die Dorfschöne (Walzer), Die Oberkrainer kommen (Polka), Heimwärts (Polka), In luftiger Höh (Walzer) usw.
- 1960: Gute alte Zeit (Polka), Frühlingsträume (Walzer)
- 1961: Glocken der Heimat (Walzer), Herbstwalzer (Walzer), Ich pfeif auf dich (Walzer), Mein Heimatland (Walzer), Wandern, o wandern (Walzer), Wiegenlied (Walzer) usw.
- 1962: Abschied (Walzer), Denk mal an mich (Walzer), Du lieber Dorfschmied (Walzer), Mein Schatz leb wohl (Polka), Mondschein-Walzer (Walzer), Nach der Treibjagd (Polka) usw.
- 1963: Hirtenlied (Walzer), Gruß an Steibis (Walzer), Liebes Mädchen komm (Polka), Tiroler-Ländler (Ländler), Wenn hell die Sonne lacht (Walzer) usw.
- 1964: Das Katerlied (Walzer), Der verliebte Trompeter (Walzer), Die kleine Eisenbahn (Polka), Ihr Berge der Heimat (Polka), Im Föhnwind (Polka), Tante Mizzi (Polka), Mondnacht an der Adria (Walzer), Trachtenfest (Polka), Unterm Regenschirm (Walzer)
- 1965: Auf der Sesselbahn (Polka), Birken im Wind (Walzer), In den Sternen stehts geschrieben (Polka), Ja, ja, ja, das ist lustig (Walzer), Mutterlied (Walzer) usw.
- 1966: Leise rauscht das Meer (Walzer), Träumendes Mädchen (Walzer)
- 1967: Stelldichein in Oberkrain (Polka), Die Glocken von St. Veit (Walzer), Wo die alte Mühle steht (Walzer)
- 1968: Matterhorn-Marsch (Marsch), Der Wind bringt dir mein Lied (Walzer)
- 1969: Jägerlatein (Polka), Mein Schatz, das ist ein Jägersmann (Polka), Jäger-Trophäen (Polka), Das Jodellied aus Oberkrain (Polka), Beim Dämmerschoppen (Walzer), Hinterm Hühnerstall (Walzer)
- 1970: Goldene Oberkrainerklänge (Polka), Die Liebe in den Bergen (Walzer), Mein Skilehrer (Walzer), Auf silbernen Spuren (Walzer), Am Wasserfall (Walzer), Glück im Schwarzwald (Polka), Auf der Idiotenwiese (Walzer), Die Hungerkur (Polka), Schlittenglocken (Polka), Lena, Lina, Luise (Walzer), Heimatabend in Planica (Walzer), Auf der Autobahn (Polka), Großglocknerblick (Polka), Lebwohl mein Schatz (Walzer), Windmühlen-Walzer (Walzer), Schönes Schwyzerland (Polka), Wecker-Polka (Polka)
- 1971: Fahrt über den Arlberg (Polka), Glückliche Stunden am Rhein (Walzer), Miss Kaktus (Polka), Im Schweizer Hochland (Polka), Schau mit mir zurück in die Vergangenheit (Walzer), Mit Polka und Walzer um die Welt (Polka), Amerika-Reise (Polka), Das Försterhaus im Taunus (Walzer), Am Wendelstein (Walzer), Dunkle Wälder (Walzer)
- 1972: Das ganze Dorf ist auf den Beinen (Polka), Hochzeits-Marsch (Marsch), Festtag im Dorf (Polka), Zu jedem Feste wünschen wir das Beste (Polka), Nikolaus kommt (Polka), Viel Glück im neuen Jahr (Polka), Sterne der heiligen Nacht (Walzer), Silvester-Abend (Polka), Osterglocken (Walzer), Weiße Segel – blaue Seen (Walzer), Lipizzaner Reitermarsch (Marsch), Einzug der Nationen (Marschpolka), Franz der Favorit (Polka), Mein München, ich sag ade (Walzer), Leicht beschwipst (Polka)
- 1973: Slowenien (Walzer), Franz, der Maurergsell (Polka), Rundherum um Salzburg (Polka), Bootsfahrt auf dem Möhne-See (Polka), Freunde, wir bleiben Freunde (Polka)
- 1974: Es ist so schön, ein Musikant zu sein (Polka), Die Jugendzeit geht schnell vorbei (Walzer), Der flotte Trompeter (Polka), Am Kamin (Walzer), Morgenstern am Horizont (Walzer), Nacht an der Limmat (Polka), Katharin (Walzer), Träumende Klarinette (Walzer), Weit hinter schneeweißen Bergen (Walzer), Keine Musik ohne Bombardon (Polka), Die allerschönste Jahreszeit (Polka)
- 1975: Silbergraue Nebel (Walzer), Mit Musik und guter Laune (Polka), So schön ist die Welt (Walzer), Blick übern Zaun (Polka), Festzug-Polka (Polka), Am Vierwaldstätter See (Polka), Heut’ feiern wir (Walzer), Zauber der Julischen Alpen (Walzer), Im schönen Tirolerland (Im Städtchen Fieberbrunn) (Polka), Pokal-Polka (Der Fieberbrunner Skilehrer) (Polka), Die ganze Welt ist voll Musik (Polka), Ferien auf dem Bauernhof (Walzer)
- Weitere bekannte Titel: Ich hör so gern Harmonika, Heimatträume, Überall sind wir zuhaus, Schön seid ihr, ihr Karawanken, Das Echolied der Dolomiten, Franz der Siebengscheite, Auf gehts Polkatanz, Die Liebe in den Bergen, Für meine besten Freunde, Beim Dämmerschoppen (Slowenischer Wein), Träumende Klarinette, He! Slavko, spiel uns eins!, Seerosenwalzer, Martin-Polka, Weckerpolka usw.